# Joseph Lazarow
Joseph Lazarow (* 1923 in Atlantic City, New Jersey; † 3. Januar 2008 in Saint Petersburg, Florida) war ein US-amerikanischer Politiker.

## Leben
Er wurde 1923 als Sohn der Eltern Eva and Morris Lazarow geboren. Er absolvierte die Atlantic City High School. Lazarow war von 1976 bis 1982 Bürgermeister seines Geburtsortes Atlantic City. Für Aufsehen sorgte er mit seinem geglückten Rekordversuch im Händeschütteln für das Guinness-Buch der Rekorde.
| Personendaten    | Personendaten                   |
| ---------------- | ------------------------------- |
| NAME             | Lazarow, Joseph                 |
| KURZBESCHREIBUNG | US-amerikanischer Bürgermeister |
| GEBURTSDATUM     | 1923                            |
| GEBURTSORT       | Atlantic City, New Jersey       |
| STERBEDATUM      | 3. Januar 2008                  |
| STERBEORT        | Saint Petersburg, Florida       |